# Barelj
Barelj är ett berg i Kosovo. Det ligger i den norra delen av landet, 40 km norr om huvudstaden Priština. Toppen på Barelj är 1 625 meter över havet, eller 104 meter över den omgivande terrängen. Bredden vid basen är 2,5 km.
Terrängen runt Barelj är huvudsakligen kuperad. Runt Barelj är det ganska tätbefolkat, med 222 invånare per kvadratkilometer. Närmaste större samhälle är Mitrovicë, 16,2 km sydväst om Barelj. Omgivningarna runt Barelj är en mosaik av jordbruksmark och naturlig växtlighet.